# William Franklin (politico)
William Franklin (Filadelfia, 22 febbraio 1730 – Londra, 17 novembre 1813) è stato un militare e politico britannico, ultimo governatore del New Jersey coloniale britannico.
Figlio del celebre inventore e padre fondatore americano Benjamin Franklin, a differenza del padre fu un convinto lealista, arrivando a una rottura completa con il genitore. Nel 1782 andò in esilio in Gran Bretagna, dove rimase fino alla morte.

## Biografia

### Giovinezza
Nacque a Filadelfia, figlio illegittimo di Benjamin Franklin e di una donna la cui identità è rimasta sconosciuta, forse una prostituta; venne cresciuto dal padre e da Deborah Read, moglie di Franklin secondo la common law. Accompagnò il padre in molte delle sue missioni, tra cui il viaggio in Inghilterra, e lo assistette nel famoso esperimento con l'aquilone del 1752 che portò all'invenzione del parafulmine (nelle raffigurazioni di quell'episodio è spesso dipinto come un ragazzino, ma all'epoca aveva già 22 anni).

### Carriera militare e matrimonio
William si arruolò nel 60º reggimento di fanteria nel 1746 e combatté ad Albany, New York, nella guerra di re Giorgio, meritandosi il grado di capitano nel 1747. Prima di partire per l'Europa per completare i propri studi, William si era fidanzato con Elizabeth Graeme, figlia di un importante medico di Philadelphia, Thomas Graeme, e nipote del quattordicesimo governatore della Pennsylvania, Sir William Keith. Sebbene nessuna delle due famiglie fosse contenta di quell'unione, quando William partì per Londra per studiare legge, fu stabilito che Elizabeth l'avrebbe aspettato per sposarsi al suo ritorno. Durante la permanenza in Inghilterra, tuttavia, il 4 settembre 1762 egli sposò Elizabeth Downes (1728-1777), dalla quale ebbe un figlio, William Temple Franklin, che forse nacque al di fuori del matrimonio e che si decise di far crescere nella famiglia del nonno Benjamin.

### Governatore del New Jersey

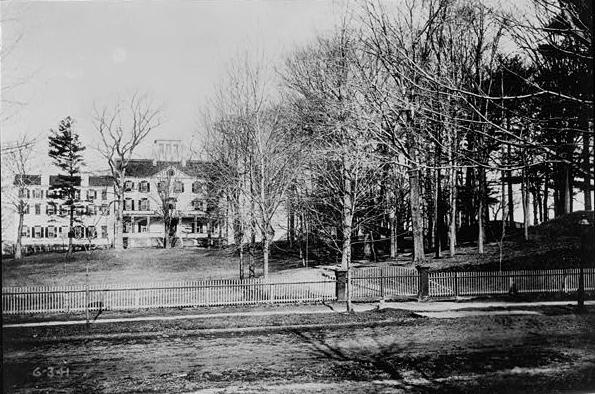
Proprietary House a Perth Amboy, dove William Franklin risiedette nel periodo in cui fu Governatore.

Quando la famiglia fece ritorno dall'Inghilterra, nel 1763, William aveva con sé la nomina da parte di re Giorgio III a Governatore reale del New Jersey, che si era assicurata in gran parte grazie agli sforzi che il padre aveva fatto per convincere il primo ministro Lord Bute. In qualità di governatore, William Franklin firmò l'atto costitutivo del Queen's College, che in seguito sarebbe divenuto la Rutgers University.
Fino a quel momento, quindi, padre e figlio avevano collaborato in stretta armonia, in campo scientifico e politico e nella gestione degli affari di famiglia; ben presto, però, la relazione tra i due si deteriorò in modo drammatico: quando Benjamin Franklin decise di abbracciare pienamente la causa dei patrioti americani, tentò di convincere William a fare lo stesso, ma questi rimase irremovibile nella sua fedeltà alla corona britannica. Rimase al suo posto di governatore fino a che non fu arrestato nel 1776 dal Congresso provinciale del New Jersey, un'istituzione che William si rifiutò di riconoscere, definendola un'"assemblea illegale"; nei due anni successivi venne tenuto prigioniero, dapprima a Wallingford, quindi a Middletown, da dove cercò di reclutare aderenti alla causa lealista: scoperto, venne trasferito a Litchfield, Connecticut, e tenuto in regime di carcere duro per otto mesi.
Rilasciato nel 1778, si trasferì a New York, all'epoca ancora in mano ai Britannici. Proseguì energicamente la sua attività controrivoluzionaria, divenendo un membro prominente del Board of Associated Loyalists e fomentando atti di guerriglia e rappresaglia, venendone però dissuaso dal generale Henry Clinton. Ebbe un ruolo nella decisione di impiccare il patriota americano Joshua Huddy, che portò poi al cosiddetto "caso Asgill", dal nome del soldato britannico, Charles Asgill, prigioniero di guerra, che i ribelli minacciarono di giustiziare in rappresaglia ma che poi rilasciarono nel 1782.

### Esilio
Nel 1782 William Franklin, assieme ad altri lealisti, partì per la Gran Bretagna: non fece mai più ritorno in America. Tentò senza riuscirvi di riconciliarsi con il padre, con una lettera datata 16 agosto 1784. William e Benjamin si incontrarono per l'ultima volta nel 1785, quando quest'ultimo fece tappa in Gran Bretagna sulla via del ritorno verso l'America dopo essere stato in Francia: fu un incontro breve, dedicato a risolvere questioni legali pendenti. Il 14 agosto 1788 William, vedovo dall'anno precedente, sposò in seconde nozze Mary Johnson d'Evelin. Nel suo testamento Benjamin Franklin non lasciò quasi nulla al figlio William, a parte alcune proprietà in Nuova Scozia, dichiarando che, se la Gran Bretagna avesse vinto la guerra, non avrebbe avuto comunque alcuna ricchezza da lasciargli in eredità.
Sebbene la sua autobiografia sia dedicata al figlio, egli non lo menziona mai, tranne in un punto, indirettamente, quando cita un suo precedente annuncio apparso su un giornale in cui dice, in nota, che suo figlio (con cui all'epoca era ancora in buoni rapporti) aveva facoltà di stipulare accordi per la fornitura di carri per l'esercito britannico. Dopo aver tentato invano di fare fortuna come imprenditore negli Stati Uniti, William Temple Franklin si trasferì in Europa, dove si riunì con il padre William. Temple in seguito avrebbe curato la pubblicazione dell'autobiografia di Benjamin Franklin. William Franklin morì nel 1813, e venne sepolto nel cimitero della St Pancras Old Church.
Franklin Township, nella Contea di Bergen, New Jersey, fu chiamata così in suo onore, non, come si potrebbe pensare, in onore del padre Benjamin, così come il borough di Franklin Lakes, nel medesimo Stato. Anche Franklin Township, nella Contea di Somerset, New Jersey, sito della battaglia di Middlebush durante la Rivoluzione americana, ha, secondo alcuni, ricevuto il suo nome da lui, sebbene non esista nessun documento che lo dimostri: nel 2000, il Franklin Township Council decise di accettare l'ipotesi secondo cui, invece, il nome derivi da Benjamin Franklin. Downe Township, nella Contea di Cumberland, New Jersey, venne chiamata così dal nome da nubile della prima moglie di William, Elizabeth (con la caduta della lettera S finale dal cognome Downes).